# 인신 공격
인신 공격(人身攻擊, Ad hominem)은 타인의 사생활에 관한 일을 들추어 비난하는 일을 가리킨다.

## 후광 효과
인신 공격에 대한 논쟁은 후광 효과를 통해 일어나는데, 여기서 후광 효과는 하나의 기질의 개념이 관련이 없는 기질의 개념에 영향을 받는 인간의 인지 편향을 가리킨다. 이를테면 매력적인 사람을 더 똑똑하고 더 현명한 사람으로 보이게 만드는 일이다. 사람들은 다른 사람들 모두 좋거나 모두 나쁘게 보려는 경향이 있다. 그러므로 적에게 나쁜 기질을 나타낸다면 해당 기질이 논쟁과 관련이 없더라도 다른 사람들은 논쟁의 본질을 의심하는 경향이 있다.

## 참고 문헌
- Hurley, Patrick (2000). 《A Concise Introduction to Logic》 7판. Wadsworth. 125–128, 182쪽. ISBN 0-534-52006-5.
- Copi, Irving M.; Cohen, Carl. 《Introduction to Logic》 8판. 97–100쪽.
- Walton, Douglas (1998). 《Ad Hominem Arguments》. Tuscaloosa: University Alabama Press.